# Legge 18 febbraio 2004, n. 39
La legge 18 febbraio 2004, n. 39 (detta legge Marzano, dal nome del ministro delle attività produttive del periodo, Antonio Marzano) è una legge della Repubblica Italiana che contiene misure per la ristrutturazione industriale di grandi imprese in stato di insolvenza.
Emanata ai sensi del decreto legge 23 dicembre 2003, n. 347 del governo Berlusconi II, entrò in vigore il 21 febbraio 2004.

## Contenuti

### I requisiti per l'applicabilità
Questa prevede l'accesso ad una procedura di amministrazione straordinaria con un commissario che ha 180 giorni di tempo, più una possibile proroga di 90 giorni, per il piano di ristrutturazione.
La legge definisce inoltre anche i requisiti per l'ammissione alla procedura di amministrazione straordinaria, fissando sia l'importo minimo del debito sia il numero dei lavoratori coinvolti. I suddetti requisiti sono: un numero non inferiore a 500 dipendenti e debiti, inclusi quelli derivanti da garanzie rilasciate, per un ammontare complessivo non inferiore a 300000000 €.
L'impresa che presenti i suddetti requisiti, può chiedere al ministro delle attività produttive, con istanza motivata e corredata di adeguata documentazione, presentando contestuale ricorso per la dichiarazione dello stato di insolvenza al tribunale del luogo in cui l'impresa ha sede principale, l'ammissione alla procedura di amministrazione straordinaria, tramite la ristrutturazione economica e finanziaria.
Con proprio decreto il ministro delle attività produttive provvede, valutati i requisiti di cui prima, all'ammissione immediata dell'impresa alla procedura di amministrazione straordinaria, cosiddetta speciale, ossia quella prevista dalla legge Marzano. Il decreto determina lo spossessamento del debitore e l'affidamento al commissario straordinario della gestione e dell'amministrazione dei beni dell'imprenditore insolvente. Il decreto deve essere comunicato immediatamente al Tribunale.

### L'accertamento dello stato di insolvenza
Il tribunale con sentenza pubblicata entro 5 giorni dalla comunicazione del decreto, sentiti il commissario giudiziale e il debitore, dichiara lo stato di insolvenza dell'impresa e assume i provvedimenti di cui art. 8 c.1 lett. a) d) e) d.lgs. 270. Se il tribunale non accoglie la richiesta per l'accesso alla procedura di stato di insolvenza, cessano gli effetti di cui art. 2 c.2 d.lgs 270. Qualora sia effettivamente accertato lo stato di insolvenza il commissario giudiziale può effettuare le operazioni di gestione e utilizzo dei beni dell'impresa per la ristrutturazione ed effettuare le operazioni necessarie a salvaguardare l'attività d'impresa e del gruppo. Il commissario straordinario entro 180 giorni compie le attività previste nel programma di recupero dell'equilibrio economico. Nei 10 giorni successivi presenta una relazione sulle cause dell'insolvenza e se il piano viene approvato si sviluppa sulla base dell'art. 54 ss.; se invece non viene approvato avviene la cessione del complesso aziendale.

## Casi di applicazione pratica
- Crac Parmalat del 2003;
- Nel 2007 il ministro dell'economia del governo Prodi II Tommaso Padoa-Schioppa, aveva proposto di applicare la legge al salvataggio di Alitalia.[3]

## note
1. ↑   Art. 1 decreto legge 23 dicembre 2003, n. 347, su edizionieuropee.it.
2. ↑   Art. 27 d.lgs. 8 luglio 1999, n. 270., su edizionieuropee.it.
3. ↑   Laura Serafini, Il Tesoro cerca consigli, su st.ilsole24ore.com, 21 luglio 2007.